# Maria Kowalówka
Maria Kowalówka, coniugata Kalczyńska (Cracovia, 15 settembre 1931 – maggio 2021), è stata una cestista polacca.

## Carriera
Con la Polonia ha disputato i Campionati europei del 1952.